# نبیل عیوش
نبیل عیوش (فرانسوی: Nabil Ayouch‎؛ زادهٔ ۱ آوریل ۱۹۶۹) کارگردانی اهل فرانسه است. وی از سال ۱۹۹۲ میلادی تاکنون مشغول فعالیت بوده‌است.

## زندگی‌نامه
نبیل عیوش در اول آوریل ۱۹۶۹ در پاریس از پدری مراکشی و مادری از یهودیان تونس به دنیا آمد. کودکی‌اش را در شهر سارسل فرانسه گذارند. در سال ۱۹۹۲ اولین فیلم کوتاهش را ساخت. در سال ۲۰۱۲ فیلم اسبان خدا در بخش نوعی نگاه جشنواره کن به نمایش درآمد.

در سال ۲۰۱۵ نمایش آخرین فیلم او به نام بسیار محبوب(به انگلیسی: Much Loved) در مراکش توقیف شد. این فیلم به روایت زندگی چهار زن جوان می‌پردازد که در مراکش از راه روسپیگری زندگی می‌کنند.
وزارت ارتباطات مراکش دلیل این ممنوعیت را نمایش صریح صحنه‌های جنسی، توهین به کشور و هنجارها و ارزش‌های آن و دیالوگ‌های مبتذل عنوان کرده‌است.

## فیلم‌شناسی
- مکتوب (۱۹۹۷)
- علی‌زاوا؛ شاهزاده خیابان (۲۰۰۰)
- اسبان خدا (۲۰۱۲)
- بسیار دوست‌داشتنی (۲۰۱۵)